# 駐日ポーランド大使館
駐日ポーランド大使館（ポーランド語: Ambasada Rzeczypospolitej Polskiej w Tokio、英語: Embassy of Poland in Japan）は、ポーランドが日本の首都東京に設置している大使館である。

## 所在地
- 住所：〒153-0062 東京都目黒区三田2-13-5
- アクセス：JR山手線/都営三田線/東急目黒線目黒駅中央改札口

## 大使
2019年10月より、パヴェウ・ミレフスキが特命全権大使を務めている。

## ギャラリー

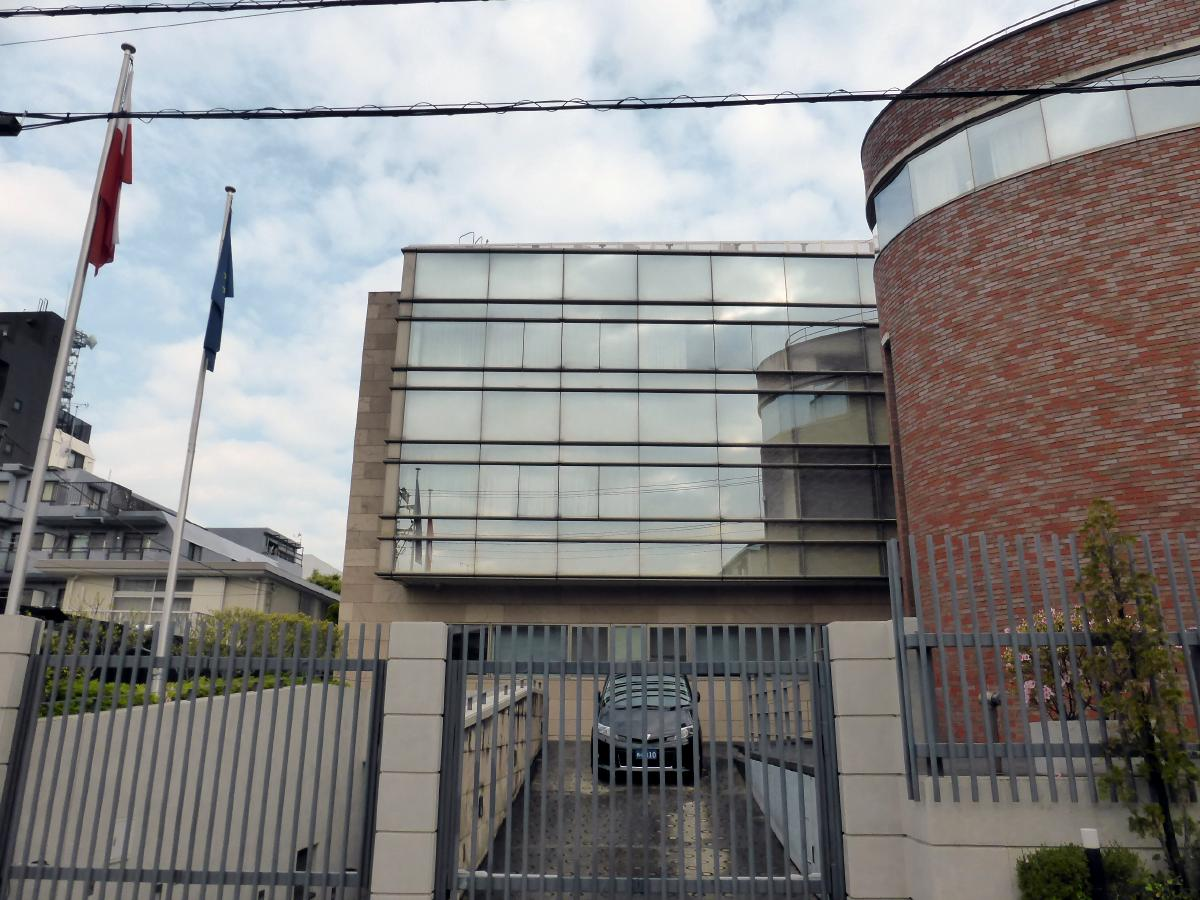
駐日ポーランド国旗とEU旗
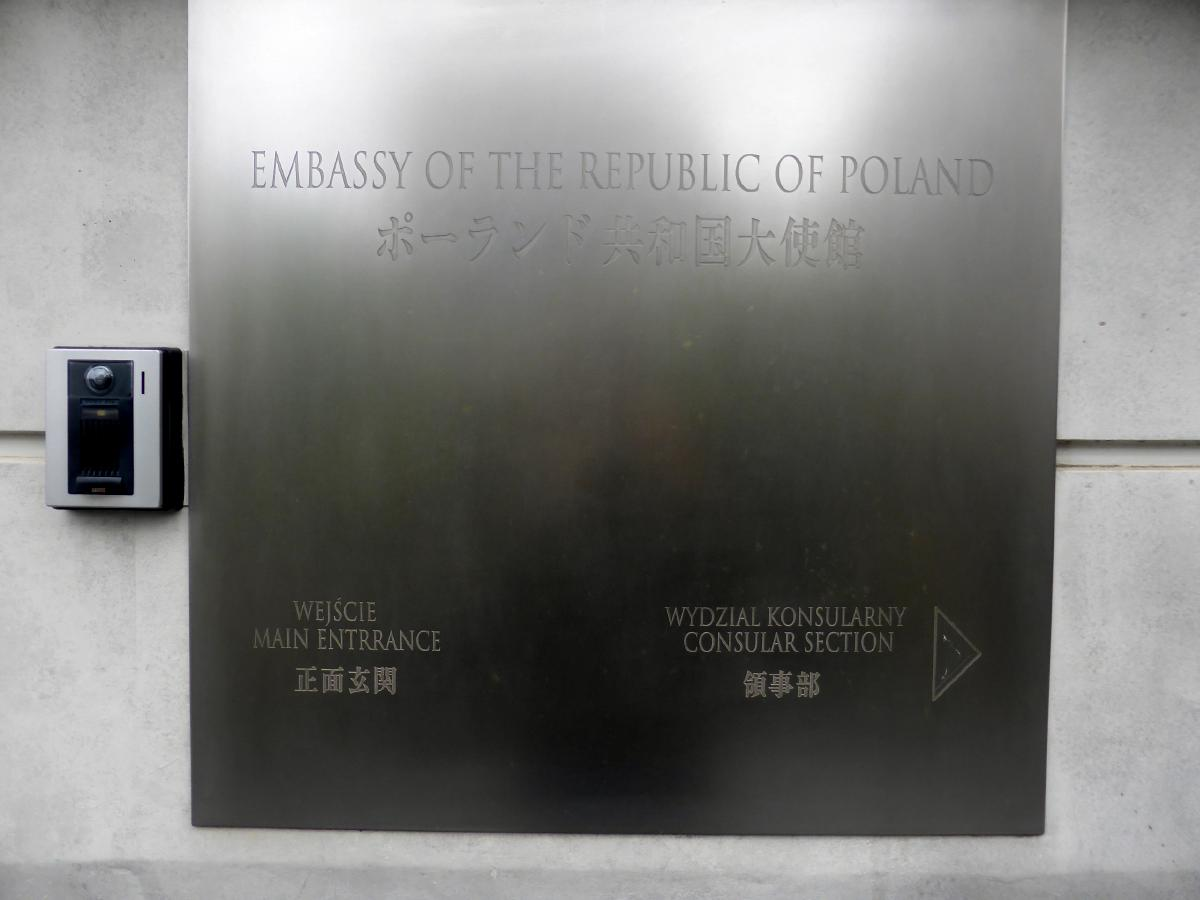
駐日ポーランド大使館プレート
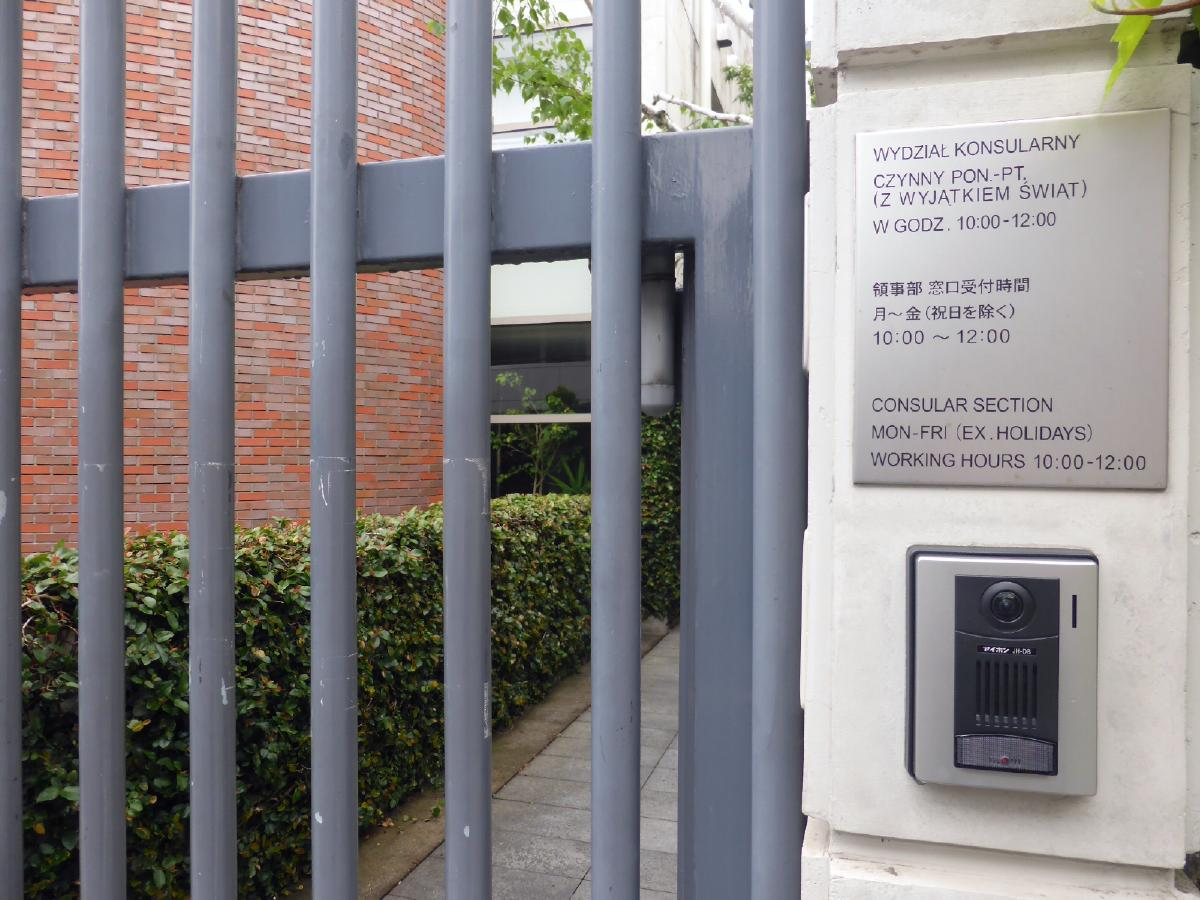
駐日ポーランド大使館領事部正門
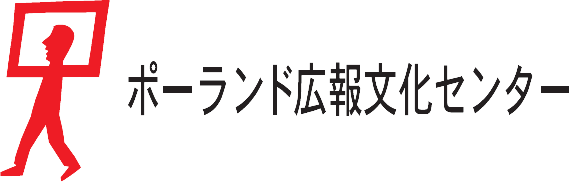
ポーランド広報文化センター